# Rugosomaklaya
Rugosomaklaya es un género de foraminífero bentónico de la familia Neoschwagerinidae, de la superfamilia Fusulinoidea, del suborden Fusulinina y del orden Fusulinida. Su especie tipo es Rugosomaklaya tibetica. Su rango cronoestratigráfico abarca el Cisuraliense (Pérmico inferior).

## Discusión
Clasificaciones más recientes incluyen Rugosomaklaya en la superfamilia Neoschwagerinoidea, y en la subclase Fusulinana de la clase Fusulinata.

## Clasificación
Rugosomaklaya incluye a la siguiente especie:
- Rugosomaklaya tibetica †